# Eckart Diesch
Eckart Diesch (* 1. Mai 1954 in Friedrichshafen) ist ein deutscher Segelsportler, der 1976 Olympiasieger in der Klasse Flying Dutchman wurde.
Eckart Diesch war als Vorschotmann zusammen mit seinem Bruder, dem späteren Orthopäden Jörg Diesch, bereits als Jugendlicher und Junior erfolgreich. 1968 und 1969 gewannen die beiden die deutsche Jugendmeisterschaft im Pirat. 1972 wurden sie vor dem kanadischen Kingston Weltmeister in der Klasse Shark 24 und später im Fireball. Nachdem sie 1973 in den Flying Dutchman umgestiegen waren, gewannen die beiden 1974 bei der Kieler Woche. 1974 gewannen die beiden Bronze bei der Europameisterschaft, ein Jahr später Bronze bei der Weltmeisterschaft. 1976 bei der olympischen Regatta, ebenfalls vor Kingston, gelang den beiden kein einziger Tagessieg. Mit drei zweiten Plätzen, einem dritten Platz und zwei fünften Plätzen wurden die Brüder trotzdem Olympiasieger vor dem britischen Titelverteidiger Rodney Pattison.
Dafür wurde er – zusammen mit seinem Bruder Jörg Diesch – mit dem Silbernen Lorbeerblatt ausgezeichnet.
Die Brüder Diesch wurden 1975, 1976, 1977 und 1980 Deutscher Meister. 1980 waren sie auch für die Olympischen Spiele in Tallinn qualifiziert, durften aber wegen des Olympiaboykotts nicht teilnehmen. Vier Jahre später kamen die beiden bei der olympischen Regatta 1984 vor Long Beach doch noch zu ihrer zweiten Olympiateilnahme. Am letzten Regattatag gelang den beiden ihr erster olympischer Tagessieg, in der Gesamtwertung wurden die beiden Fünfte.
1977, 1978, 1981, 1983 und 1985 wurden die Brüder Diesch jeweils Vizeweltmeister im Flying Dutchman und gewannen im Februar 1986 vor Rio de Janeiro den WM-Titel in dieser Segelklasse.
Die Brüder Diesch stammen aus einer Seglerfamilie. Ihr Vater, der mit Antonie Diesch, geborene Schuck, verheiratete Zahnarzt Bruno Diesch, war vor dem Zweiten Weltkrieg Europameister im 30-qm-Schärenkreuzer. Ihr Hauptkonkurrent in Deutschland war während ihrer Karriere ihr Vetter Albert Batzill, der 1978 (mit seinem Bruder Rudolf Batzill), 1981, 1986 und 1989 Weltmeister wurde, aber sich erst 1988 erstmals für Olympische Spiele qualifizierte. Eckart Diesch ist zudem der Onkel der Seglerin Stefanie Rothweiler, die unter anderem zweimal Europameisterin wurde und an den olympischen Regatten 2004 und 2008 teilgenommen hat.
Eckart Diesch arbeitete viele Jahre als Zahnarzt in Friedrichshafen. Er war 12 Jahre Präsident des Württembergischen Yacht-Clubs, für den sein Vetter, sein Bruder und er gestartet sind. Am 18. März 2016 gab er sein Amt als Präsident des Württembergischen Yacht-Clubs an Oswald Freivogel ab und wurde Ehrenvorsitzender des Vereins.